# Ospelt-Gruppe
Die Ospelt-Gruppe mit Sitz in Bendern im Fürstentum Liechtenstein ist ein international tätiger Hersteller von Lebensmitteln und Tiernahrung. Das familiengeführte Unternehmen ist eines der führenden fleischverarbeitenden Unternehmen auf dem Schweizer Markt und einer der größten Arbeitgeber Liechtensteins.

## Geschichte

### Gründung und Anfänge
Die Geschichte der Ospelt-Gruppe reicht bis in das Jahr 1894 zurück, als Julius Anton Ospelt in Vaduz eine Metzgerei eröffnete. 1898 zog Ospelt mit seiner Familie von Vaduz in die Nachbargemeinde nach Schaan und gründete dort die Metzgerei und Wursterei von Julius Ospelt. Nach dem Tod von Julius Anton Ospelt im Jahr 1904 führte seine Witwe Margaretha Ospelt die Metzgerei weiter. Als diese 1915 verstarb, übernahmen ihre Tochter Luisa und ihre Söhne Karl, Julius, Toni, Emil und Albert Ospelt das Geschäft. Im Jahr 1922 übernahmen die Brüder Julius und Albert die Metzgerei, benannten sie in Metzgerei & Wursterei Gebrüder Ospelt um und führten diese bis in die 1950er Jahre.
Im Jahr 1958 übernahm Herbert Ospelt  (* 1929) in dritter Generation die Metzgerei seines Vaters Albert Ospelt in Vaduz, während der jüngere Sohn Werner Ospelt den Metzgereibetrieb in Schaan weiterführte.
1960 wurde von Herbert Ospelt ein Produktionsgebäude in Vaduz errichtet, im Jahr 1967 folgte die Umsiedlung nach Bendern, dem späteren Hauptsitz der Ospelt-Gruppe. Zwei Jahre später erwarb Ospelt den Landesschlachthof vom Fürstentum Liechtenstein und begann mit der Produktion von Tierfutter aus Schlachtnebenprodukten.

### Expansion im In- und Ausland
Die Marke Malbuner wurde 1971 gegründet. Unter dieser Marke vertreibt die Ospelt-Gruppe Fleisch- und Wurstwaren in der Schweiz und in Liechtenstein. Im Jahr 1982 erwarb Ospelt ein Verteillager in Sargans, das in ein Produktionswerk für Teigwaren, Fertiggerichte und luftgetrockneten Schinken umfunktioniert wurde. 1987 baute das Unternehmen neben der Wurst- und Fleischfabrik in Bendern eine Produktionsstätte für Heimtierfutter. 1989 wurde die bestehende Aktiengesellschaft in die Herbert Ospelt Anstalt umfirmiert. Ein Jahr später erwarb das Unternehmen die Fischräucherei Heuwiese in Weite zur Verarbeitung von Fisch und Meeresfrüchten.
1993 übernahm Alexander Ospelt in zweiter Generation der Familie Ospelt die Geschäftsleitung der gesamten Ospelt Gruppe. 1999 wurde ein Pizza-Werk in Apolda, Deutschland, übernommen und die Produktionsanlagen für Tiefkühlpizzen wurden weiter ausgebaut.
2004 übernahm Ospelt die Panetta Gruppe, einen Sandwichfabrikanten in Geroldswil. Alexander Ospelt wurde im Jahr 2008 zum Verwaltungsratspräsidenten der Ospelt Gruppe ernannt. Im Jahr 2010 wurde das Produktionswerk in Sargans von Pizoler Fleisch- und Teigwaren-Spezialitäten AG in Ospelt Food AG umbenannt.
2012 eröffnete Ospelt in Apolda ein Trockentiernahrungswerk, in dem jährlich bis zu 100 000 Tonnen Tiernahrung hergestellt werden. Die Marke Conower Meet Snacks, ein Hersteller von Fleischsnacks, wurde im Jahr 2018 übernommen. Im März 2019 mussten mehrere Händler (Coop, Migros, Volg) die Lachsprodukte der Firma Ospelt Food AG aufgrund von Listerien zurückrufen.

### Jüngere Entwicklungen
Am 26. Mai 2020 kam es zu einem Grossbrand in der 2012 eröffneten Tierfutterfabrik des Unternehmens im thüringischen Apolda.
Zum 1. März 2021 wurde Philipp A. Ospelt, der Sohn von Alexander Ospelt, zum stellvertretenden Geschäftsführer des Unternehmens ernannt. Im selben Jahr erfolgte die Übernahme der Brotaufstrich-Marke Le Parfait von Nestlé Schweiz, kurz darauf wurde die Produktion des Brotaufstrichs an den Hauptsitz der Ospelt-Gruppe in Bendern verlagert.

## Produkte und Standorte

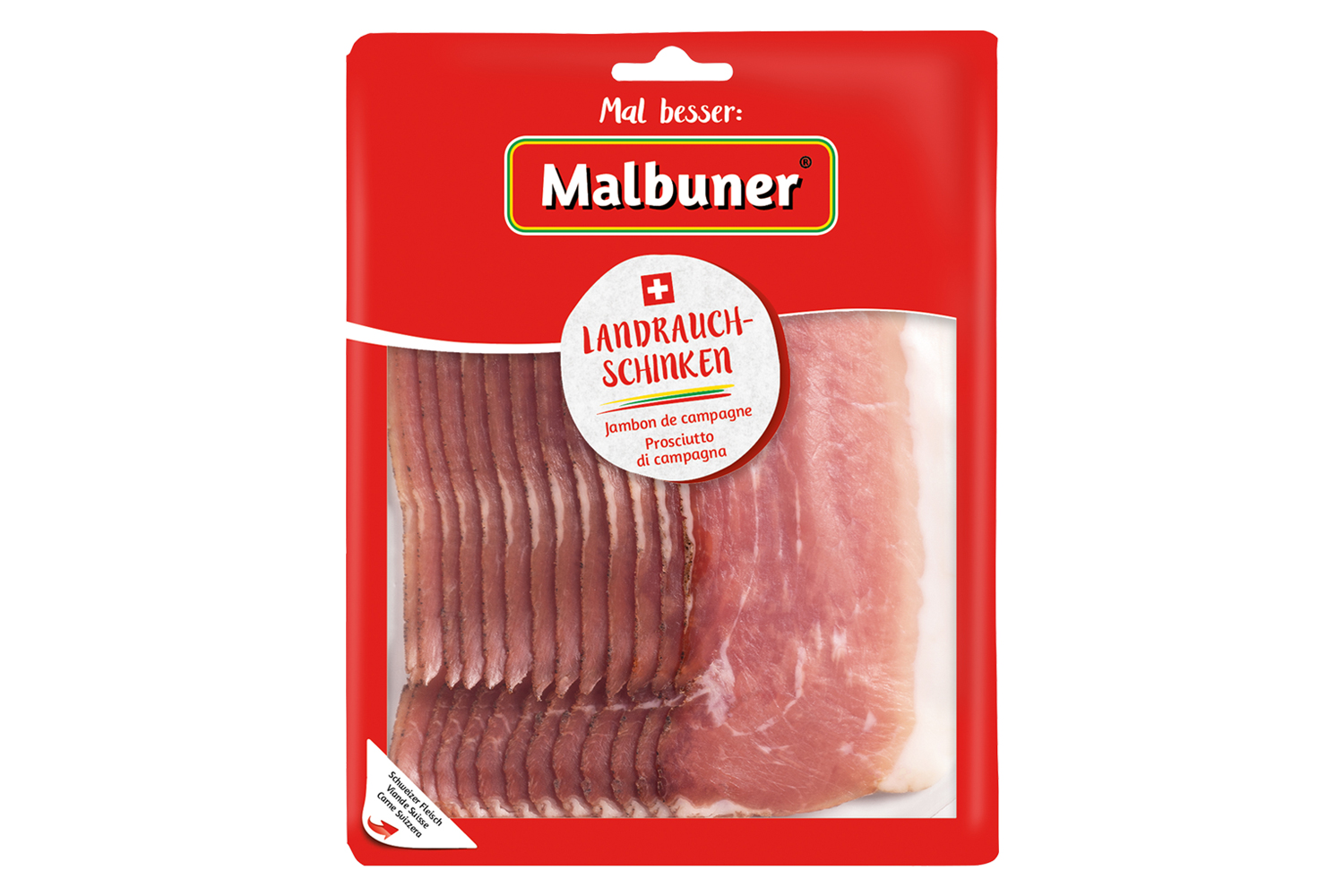
Malbuner Landrauchschinken, ein Beispiel aus dem Charcuterie Sortiment der Ospelt-Gruppe.

Die Firma stellt neben der Charcuterie-Marke Malbuner, die zu den bekanntesten Marken in der Schweiz zählt, auch Produkte für namhafte Lebensmittel- und Restaurantketten, darunter Speck und Chicken-Nuggets für McDonald’s Schweiz, sowie Tierfutter her.

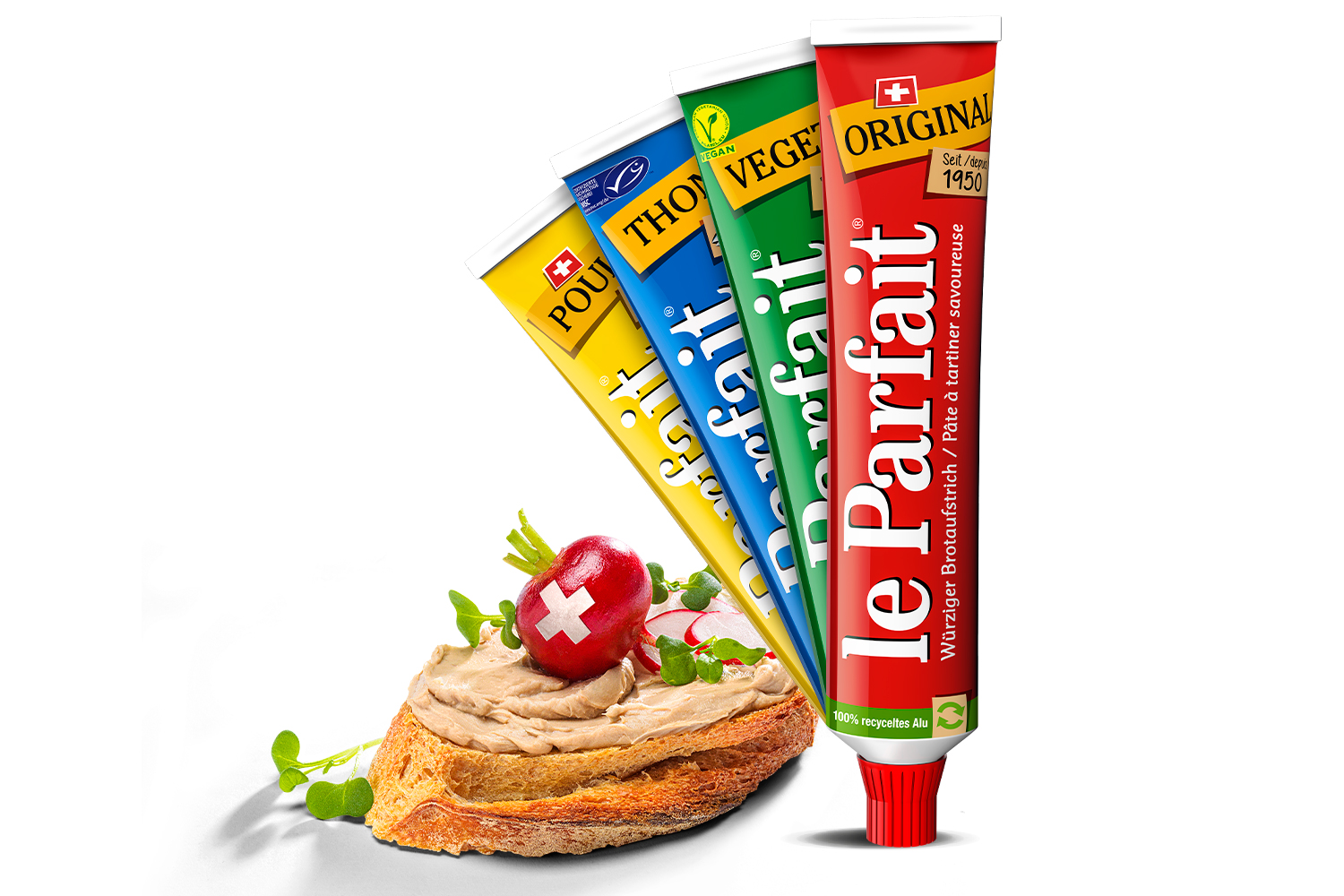
Die LeParfait-Produkte werden von der Ospelt-Gruppe hergestellt.

Der Brotaufstrich der von Nestlé übernommenen Marke Le Parfait wird seit 2021 am Betriebssitz in Bendern hergestellt.
Im Bereich Lebensmittel produziert die Ospelt-Gruppe Charcuterie, Snacks, Frischgerichte, Teigwaren, Geflügel, Sandwiches, Fisch und Meeresfrüchte, Pizzen und vegane Produkte. Im Bereich Tiernahrung bietet das Unternehmen ein Vollsortiment an Feuchtnahrung, Snacks und Trockennahrung für Hunde und Katzen an.
Der Hauptsitz der Ospelt-Gruppe befindet sich in Bendern in Liechtenstein, mit weiteren Standorten in Sargans, Weite und Geroldswil (Schweiz) sowie in Apolda (Deutschland).

## Nachhaltigkeit
Seit Juni 2009 bezieht Ospelt Prozesswärme für die Produktionsprozesse über die Ferndampfleitung der Kehrichtverbrennungsanlage in Buchs SG.

## Auszeichnungen
- 2019: Auszeichnung von Alexander Ospelt als Entrepreneur Of The Year durch eine Jury von Unternehmern aus der Region[29]
- 2019: Auszeichnung für Lohngleichheit an den Standorten Bendern und Sargans durch ein externes Beratungsunternehmen[30]
- 2024: Auszeichnung mit dem von Deloitte vergebenen «Best Managed Companies Award 2024» nach Auswahl durch eine unabhängige Jury[31][32]